# Veltsjevo
Veltsjevo (Bulgaars: Велчево) is een dorp in de Bulgaarse gemeente Apriltsi, oblast Lovetsj. Het dorp ligt hemelsbreed 28 km ten zuidoosten van Lovetsj en 124 km ten noordoosten van Sofia.

## Bevolking
Op 31 december 2020 telde het dorp Veltsjevo 136 inwoners. Het aantal inwoners vertoont al jaren een dalende trend: in 1975 woonden er nog 434 mensen in het dorp.  
| Bevolkingsontwikkeling tussen 1934 en 2020          |
| --------------------------------------------------- |
|                                                     |
| Bron: Nationaal Statistisch Instituut van Bulgarije |

Het dorp wordt nagenoeg uitsluitend bewoond door etnische Bulgaren. In de optionele volkstelling van 2011 identificeerden 167 van de 168 ondervraagden zichzelf met de “Bulgaarse etniciteit” - oftewel 99,4% van alle ondervraagden.
| Etnische samenstelling van de respondenten (2011) | Etnische samenstelling van de respondenten (2011) | Etnische samenstelling van de respondenten (2011) | Etnische samenstelling van de respondenten (2011) | Etnische samenstelling van de respondenten (2011) |
| ------------------------------------------------- | ------------------------------------------------- | ------------------------------------------------- | ------------------------------------------------- | ------------------------------------------------- |
|                                                   |                                                   |                                                   |                                                   |                                                   |
| Bulgaren                                          | Bulgaren                                          |                                                   | 99,4%                                             | 99,4%                                             |
| Turken                                            | Turken                                            |                                                   | 0,0%                                              | 0,0%                                              |
| Roma                                              | Roma                                              |                                                   | 0,0%                                              | 0,0%                                              |
| Anders/Onbekend                                   | Anders/Onbekend                                   |                                                   | 0,6%                                              | 0,6%                                              |